# Widmar
Widmar ist ein deutscher männlicher Vorname.

## Herkunft und Bedeutung
Der Name Widmar ist althochdeutschen Ursprungs und abgeleitet von den Elementen witu (der Wald) und mari (berühmt, bekannt).

## Namensträger
- Widmar Hader (1941–2023), deutscher Komponist
- Widmar Puhl (* 1951), deutscher Schriftsteller
- Widmar Tanner (* 1938), deutscher Biologe und Hochschullehrer